# محمد أنس هيثم سويد
محمد أنس هيثم سويد هو ليس الشيخ أنس أحمد سويد ويُعرف أيضًا باسمِ أنس سويد أو أليكس سويد، هو مواطن سوري-أمريكي مُقيم في ليسبورغ بفرجينيا. اشتهرَ بعدما وجّهت لهُ الحكومة الفيدرالية للولايات المتحدة تُهمًا بالتجسس في تشرين الأول/أكتوبر 2011. يبلغُ سويد من العمر 47 سنة وقد اتُهمَ بتسريب معلومات ومعطيات حول المتظاهرين السوريين الأمريكيين في الولايات المتحدة ضدّ حكومة الرئيس السوري بشار الأسد الذي يُعتقد أنّ نظامهُ قد اعتقل وعذب عائلات المعارضين الذين يعيشون في الخارج والذين بلّغَ عنهم محمد أنس.
خلال مرحلة الانتفاضة المدنيّة؛ قمعت الحكومة السورية بشكلٍ عنيفٍ جدًا المظاهرات السلميّة التي طالبت بإسقاط نظام الأسد الذي حكمَ سوريا منذ عقود. أدّت ردود الفعل التي وُصفت بالهمجيّة إلى سخطٍ عارمٍ وسطَ الشباب والمعارضين الذين يعيشون في المنفى والذين توحدوا هذه المرة من أجلِ مواجهة بشار ونظامه. حسب تحقيق لصحيفة نيويورك تايمز فقد عملَ أنس على جمعِ أكبر عددٍ من المعلومات حولَ المعارضين في الخارج والذين تلقوا بشكلٍ شبه منتظم للمضايقات والتهديدات والترهيب وذلكَ من قبل أشخاص يعتقد على نطاقٍ واسعٍ أنهم وكلاء الحكومة السورية. بحلول الثالث من تشرين الأول/أكتوبر من نفسِ العام؛ أكّدت منظمة العفو الدولية في تقريرٍ لها «أنّها رصدت تعرّضَ المتظاهرين خارج سوريا لمضايقات من قبل السفارة السورية تارة ومن قِبل مسؤولين تابعين للنظام تارة أخرى.»

## الحياة المُبكّرة
هاجرَ أنس سويد إلى الولايات المتحدة قبل 20 عامًا حيثُ كانَ يتقاضى شهريًا 600 دولار قبل أن يحصلَ على 300.000 دولار في سنة واحدة بعدما عملَ معَ وكالة لشركة مرسيدس-بنز في فرجينيا. في أعقاب الأزمة المالية؛ كادَ سويد يُعلن إفلاسه لكنّه نجحَ في تخطي الانكماش المالي من خلال المتاجرة في العقار بما في ذلك المنازل والقصور فضلًا عن متاجرته في السيارات. جديرٌ بالذكر أنّ أنسَ سويد متزوج ولهُ توأم.

## أنشطة التجسس
نظّمَ السوريون في بلاد المهجر وخاصّة في الولايات المتحدة مسيرات ضد حكومة بشار في صيف 2011 طالبوا فيها بتحقيق الديموقراطية أو إسقاط النظام. حينّها لوحظَ رجل في منتصف العمر يحملُ كاميرا ويقودُ سيارة هامر حيثُ كانَ يعمل على توثيق هوية كل المشاركين في التظاهرات دونَ سبب. حسب ما نشرتهُ جريدة غلوب أند ميل فإنّ بلطجيّة النظام كانوا يضايقون أسر وعائلات المعارضين في الخارج لإجبارهم على العودة إلى دمشق بل إنّ الشبيحة أقبلوا على قتلِ والدِ منشقة سورية بعدما حصلوا على معلومات عنها وهي في الخارج.
في الخامس من تشرين الأول/أكتوبر 2011؛ وجهت النيابة العامّة في المنطقة الشرقية من ولاية فرجينيا وبالتحديدِ في الإسكندرية ستة تهم جنائية لأنس سويد؛ واحدة تتعلقُ بعملهِ كوكيلٍ للحكومة السورية بشكل سري وتهمتين تتعلقانِ بتقديم بيانات كاذبة حول شرائه لعددٍ من الأسلحة النارية بالإضافة إلى تهمتين تتعلقانِ بالكذب على المحكمة ومحاولة تضليلها فضلًا عن التهمة الأخطر وهي تسريب بيانات المواطنين لجهة أجنبيّة وتعريضِ حياتهم أو حياة أسرهم للخطر. حسب ما جاء في قانون العقوبات الأمريكي فإنّ عقوبة هذه التهم قد تصلُ للسجنِ 40 سنة: 15 سنة لتهمة التآمر، 15 سنة في تهمة حيازة أسلحة نارية دونَ الإفصاح عنها ثمّ 10 سنوات سجنًا نافذًا بتهمة تقديم بيانات كاذبة ومحاولة عرقلة سير العدالة.
في 12 أكتوبر من نفسِ العام؛ وجّهت وزارة العدل لائحة التهم رسميًا لأنس ثمّ أعلنت القبضَ عليه. ذكرت السلطات أنها عثرت في أعقاب اعتقاله داخل منزلهِ على سلاح من طراز أيه كيه-47 مع خمس خراطيش من الذخيرة واثنين من السترات الواقية من الرصاص فضلًا عن خودة كيفلر. نشرت وزارة العدل بيانًا جديدًا وضّحت فيه كيف تآمر سويد معَ النظام السوري من أجل تخويف المواطنين الذين شاركوا في الاحتجاجات ضدّ بشار فيما ذكرَ سفيرُ الولايات المتحدة في سوريا روبرت ستيفن فورد أن هناك أدلة متعددة تؤكدُ تعذيب الحكومة السورية لأسر أشخاص شاركوا في مظاهرات في الخارج.
ضمّت لائحة الاتهام التي وُجّهت لسويد تآمره معَ إدارة المخابرات العامة (وكالات الاستخبارات والشرطة السرية) خاصّة بعدما عُثر على 20 تسجيل صوتي وبالفيديو للمحتجين في الخارج ضدّ النظام فضلًا عن جمعهِ لمعلومات أخرى عنهم بما في ذلك أرقام الهاتف، عناوين البريد الإلكتروني وغيرها من المعلومات الخاصّة وكانَ سويد قد أرسلَ بعددٍ من رسائل البريد الإلكتروني إلى المخابرات السورية في نيسان/أبريل واصفًا لهم بالدقة هويّات المحتجين في ولاية فرجينيا. ليس هذا فقط؛ بل ضمّت لائحة الاتهام معلومات أخرى من قبيلِ أنّ سويد قد اجتمع مع المخابرات السورية والمسؤولين في نظام الأسد في حزيران/يونيو 2011 في رحلة ممولة من قبل الحكومة السورية نفسها. بالعودة إلى لائحة التُهم؛ فقد وجهت له تهمتان تتعلقانِ بتقديم بيانات كاذبة على مكتب التحقيقات الفدرالي خلالَ المُقابلة التي أجراها معهُ في آب/أغسطس وكانَ سويد قد أبلغَ وكيلهُ أنّه قد يُغيّر من بعض الإجراءات لتجنبِ المزيد من التدقيق وخاصّة في مطار واشنطن دولس الدولي الذي كانَ يستخدمهُ أنس في تنقلاته الخارجيّة.
علّقَ المتحدث باسمِ مجلس الأمن القومي حول الموضوع قائلًا: «هذه المحاولة اليائسة لرصد المتظاهرين في الولايات المتحدة تُظهر أن حكومة الأسد تعمدُ لتجربة أي وسيلة بهدفِ إسكات المتظاهرين السلميين ولكنّ جهودها هنا في الولايات المتحدة لن تُفيد في شيء لأنّ الشعب السوري يتوقُ للديمقراطية والحرية ... طالما بقي الأسد في السلطة؛ سنواصل العمل بالتنسيق مع الحلفاء الدوليين في جميع أنحاء العالم لزيادة الضغط على حكومته حتى يتنحى.» أمّا السفارة السورية في واشنطن فقد نشرت بيانًا قالت فيه: «هذهِ الاتهامات لا أساس لها من الصحة وغير مقبولة تماما وهي جزء من حملة التشويه والافتراءات ضد السفارة السورية في الولايات المتحدة» كما نفت ذات السفارة أية جلسة سرية جرت بين الأسد والسيد أنس سويد.

## وقائع القضية
مثلَ سويد أمام المحكمة في تمامِ الساعة الثانيّة مساءًا من يوم الثاني عشر من أكتوبر من عام 2011 أمام قاضٍية تُدعى تيريزا بوكانان. خلالَ جلسة المُحاكمة؛ ذكرَ دينيس فيتزباتريك المدعي العام الاتحادي أن سويد يُشكّل خطرًا على أمنِ السوريين-الأمريكيين في فرجينيا فيما طلبت القاضية احتجازهُ حتى الجلسة التي قٌرّرت يوم 14 أكتوبر. في الجلسة الثانية؛ ظهرَ سويد وهو يرتدي سترة صوفية وسروالَ جينز وقال أنَ السلطات لم تسمح لهُ بالاتصال بمحاميه هيثم فرج.
أُفرج عنهُ في 18 تشرين الأول/أكتوبر 2011 بكفالة في انتظار جلسة المحاكمة الثالثة إلّا أنّ المدعي العام انتقدَ هذا القرار مؤكدًا على أنّ هيثم سويد قد يفر من البلاد خاصّة وبعدَ العثور على أدلة تُثبث اجتماعهُ مع الأسد فضلا عن إجرائه لاتصالات عديدة معَ أشخاص مجهولين من أجلِ إعداد حسابات مصرفية في بيرو وكذا العثور على حوالات مصرفية تُقدر بأزيد من 200.000 دولار وُضعت في البنك الفرنسي ومجموعة سيتي بنك التي أودعَ فيها 4.000 دولار مباشرة بعد أن أمضى أكثر من ساعة في السفارة السورية في واشنطن. وعلى النقيض من ذلك؛ رحّب محامي المتهم بقرار القاضي واعتبرَ أنّ وضعَ سويد تحتَ الإقامة الجبرية كافية لضمانِ عدم اتصاله بأيّ شخص كما أنّه من المستحيل أن يفرَ من البلد باعتبار أنّه قد كوّن أسرته الصغيرة التي استقرت في الولايات المتحدة.
في 28 أكتوبر؛ عُقدت جلسة استماعٍ أخرى أمام قاضي المحكمة الجزئية الأمريكية الذي أقرّ بأنه غير مذنب لكنّه حدّد موعدًا آخر للمحاكمة في الخامس من آذار/مارس 2012. في جلسة الاستماع السادسة؛ عرضَ المدعي العام فيتزباتريك أدلة تُشير بوضوح إلى أن لسويد علاقات مع مسؤولين رفيعي المستوى في سوريا محذرًا النيابة العامّة من أنّ أنس سويد قد كذب وظلل مكتب التحقيقات الفدرالي وقد يفعلُ المثل في قاعةِ المحكمة كما طالبَ بإصدار مذكرة قانونية لاعتقاله لكلّ الجرائم التي تورط فيها كما لفتَ الانتباه إلى أن المتهم أنس هيثم سويد قد حصلَ مؤخرًا على جواز سفر سوري مما يُحيلهُ إلى الشك في إمكانيّة فراره. أمّا محامي الدفاع فذكرَ أنّ مُطالبات المدعي العام مبالغ فيها وأنّ سويد عضو في الاتحاد القومي للأسلحة ما يُفسر توفره على كل تلك الأسلحة. أُدين سويد في 26 آذار/مارس 2012 واتُهم رسميًا بالعمالة لحكومة أجنبية.